# Porto Novo (Gaula)
Porto Novo é um sítio povoado da freguesia de Gaula, concelho de Santa Cruz, Ilha da Madeira.
O Porto Novo tem vindo a crescer e a se desenvolver, este sítio conta com uma farmácia, uma oficina e mudança de pneus e mais recentemente um centro de inspecções automóveis.
Junto à ribeira do Porto Novo podemos encontrar algumas instalações e um parque de contentores.
Ao nível de transportes o Porto Novo recebe todos os autocarros com viajam de e para o Funchal, visto que é dos poucos sítios onde todos os expressos param

## Praia do Porto Novo
A praia do Porto Novo situa-se junto ao caís comercial de inertes do Porto Novo. Com acesso de carro até junto à praia é pouco frequentada, contudo é uma praia admirada por estes banhistas.